# 虹の左翼
虹の左翼（にじのさよく、Sinistra Arcobaleno、"SA"）は、イタリアの政党連合。代表は、ファウスト・ベルティノッティ（代議院議長 - 共産主義再建党）。2008年4月の総選挙では、議席獲得に必要な最低得票率4%を得られず、上院・下院ともに議席ゼロとなった。この結果を受けて、ベルティノッティは代表の座を辞する事を表明した。

## 加盟政党
- 共産主義再建党
- 民主的左翼
- イタリア共産主義者党
- 緑の連盟